# Adrián Sahibeddine
Adrián Luciano Santos Sahibeddine (Burdeos, Francia, 19 de agosto de 1994) conocido como Adrián Santos, es un futbolista francés, de padre brasileño y madre chilena-marroquí Juega como delantero y su último club fue Colo-Colo Filial de la Segunda División de Chile.

## Trayectoria

### Colo Colo
Tras pasar por las divisiones inferiores de varios equipos en su ciudad, entre ellos el Racing de Bordeaux, llega el año 2011 a las cadetes de Colo Colo de Chile, con la venia del jefe técnico Luis Pérez. Milita también en la filial de Colo-Colo, donde marca su primer gol frente a Melipilla.
Vuelve a Francia por motivos familiares durante 2013.

## Clubes
| Club                    | País    | Año       |
| ----------------------- | ------- | --------- |
| FC Girondins de Burdeos | Francia | 2011      |
| Colo-Colo B             | Chile   | 2011-2012 |

## Estadísticas
| Club                | Temporada           | Liga  | Liga  | Copa Local | Copa Local | Copa Int. | Copa Int. | Total | Total |
| Club                | Temporada           | Part. | Goles | Part.      | Goles      | Part.     | Goles     | Part. | Goles |
| ------------------- | ------------------- | ----- | ----- | ---------- | ---------- | --------- | --------- | ----- | ----- |
| Colo-Colo B · Chile | Apertura 2012       | 4     | 1     | -          | -          | -         | -         | 4     | 1     |
| Colo-Colo B · Chile | Total               | 4     | 1     | -          | -          | -         | -         | 4     | 1     |
| Total en su carrera | Total en su carrera | 4     | 1     | -          | -          | -         | -         | 4     | 1     |